# Вилючинские горячие источники
Вилючинские горячие источники — минеральные горячие источники в южной части полуострова Камчатка.
Находятся на территории Елизовского района Камчатского края России.
Источники состоят из двух групп — нижней, расположенной на правом берегу Вилючи, и верхней, левобережной, в нескольких сот метрах от нижней. Здесь к узкой долине вплотную примыкает склон Вилючинского вулкана.
Химический состав воды сульфатно-хлоридно-гидрокарбонатный с содержанием кремнекислоты до 100 г/л. Температура воды — 60 °C, дебит — 1 л/с, общая минерализация 1,03 г/л.